# Zsombó
Zsombó nagyközség Csongrád-Csanád vármegye Mórahalmi járásában.

## Fekvése
Szegedtől északnyugatra fekszik; szomszédai észak felől Balástya, kelet felől Szatymaz, délkelet felől Szeged (Kiskundorozsma), nyugat felől Bordány, északnyugat felől pedig Forráskút.

### Megközelítése
A települést elkerülik a térség főbb útvonalai; az 5-ös főútról Szatymazon át érhető el, a 4525-ös úton, az M5-ös autópályáról pedig a balástyai csomópontnál letérve, Forráskútig az 5422-es, majd onnan az 5405-ös úton (ez utóbbi tekinthető Zsombó főutcájának). Bordány felé a község központjából az 5427-es út vezet, és közvetlenül a déli határszéle mellett elhalad még az 5408-as út is.

## Nevének eredete
- 1717. Forro Somboja 
( Jacobus Forro családnévből, valószínűleg a régi tulajdonos neve valamint a birtokos személyraggal ellátott zsombó, „nyáron kiszáradó vízállás náddal, bozóttal; zsombék” jelentésű főnévből)
  - → Forrózsombója
  - → 1926. Zsombódülő
  - → 1937. Zsombó

## Története
Zsombó környéke már a bronzkorban is lakott volt. Területéről késő bronzkori és honfoglalás kori leletek kerültek napvilágra.
A település környéke egykor a Dorozsma nemzetség birtokai közé tartozott.
A török hódoltság után a környék királyi birtok lett, melyet a Német Lovagrend  kapott meg.
1719-ben az egykor Kiskundorozsma határához tartozó területre a Jászságból telepítettek  családokat, akik a környék fekete földjein gabonát termeltek, míg a nyugatra, a mai Zsombó helyén fekvő területeken rideg állattartást folytattak.
A település nevét 1742-ben említették először a Forrosomboi csárda nevében. E csárdában a hagyomány szerint Rózsa Sándor is mulatott egykor.
1950-ben szervezték községgé az egykor Kiskundorozsma határához tartozó területet Zsombó néven.

## Közélete

### Polgármesterei
- 1990–1994: Dr. Faragó-Mészáros Vilmos (független)[3]
- 1994–1998: Dr. Faragó-Mészáros Vilmos (független)[4]
- 1998–2002: Dr. Faragó M. Vilmos (független)[5]
- 2002–2006: Dr. Faragó-Mészáros Vilmos (független)[6]
- 2006–2010: Gyuris Zsolt (független)[7]
- 2010–2014: Gyuris Zsolt (Összefogás Zsombóért Közhasznú Egyesület)[8]
- 2014–2019: Gyuris Zsolt (Összefogás Zsombóért Egyesület)[9]
- 2019–2024: Gyuris Zsolt (Összefogás Zsombóért Egyesület)[10]
- 2024– : Gyuris Zsolt (Összefogás Zsombóért Egyesület)[1]

## Népesség
| Lakosok száma | 3364 | 3358 | 3281 | 3345 | 3373 | 3361 | 3390 |
|               | 2013 | 2014 | 2017 | 2021 | 2022 | 2023 | 2024 |

2001-ben a település lakosságának közel 100%-a magyar nemzetiségűnek vallotta magát.
A 2011-es népszámlálás során a lakosok 90,7%-a magyarnak, 0,3% horvátnak, 0,3% németnek, 0,6% románnak, 0,4% szerbnek mondta magát (9,2% nem nyilatkozott; a kettős identitások miatt a végösszeg nagyobb lehet 100%-nál). A vallási megoszlás a következő volt: római katolikus 51,6%, református 3,2%, evangélikus 0,4%, görögkatolikus 0,5%, felekezeten kívüli 16,1% (25,4% nem nyilatkozott).
2022-ben a lakosság 91%-a vallotta magát magyarnak, 0,4% románnak, 0,4% németnek, 0,4% szerbnek, 0,1-0,1% cigánynak, örménynek, szlováknak, ukránnak és horvátnak, 3,1% egyéb, nem hazai nemzetiségűnek (8,9% nem nyilatkozott; a kettős identitások miatt a végösszeg nagyobb lehet 100%-nál). Vallásuk szerint 36,5% volt római katolikus, 2,5% református, 0,7% görög katolikus, 0,5% evangélikus, 0,3% ortodox, 1,6% egyéb keresztény, 0,8% egyéb katolikus, 16,9% felekezeten kívüli (40% nem válaszolt).

## Nevezetességei
- A Nagyerdő természetvédelmi területén elterülő Zsombói Láp, mely többek között a zsombékról nevezetes. 
Zsombó erről a vizenyős, zsombékos területről kapta a nevét.
- A Nagyerdőhőz kötődik egy másik nevezetesség, a zsombói Rózsa Sándor Csárda, mely már 1747-ből származó írásokban is fellelhető volt. Az egykori csárda vendége volt a híres alföldi betyár, Rózsa Sándor is.
- 130 éves platánok a Palorai tanító féle fatornácos nyaralónál.
- A Lápastói dűlőben található a Király Nyárfája néven ismert hatalmas fehér nyárfa.
- A Lápastói dűlőben 1896-ban felállított viharharang, melynél Szentháromság ünnepén, minden évben fogadalmi misét tartanak.
- Áthalad területen az Alföldi Kéktúra útvonala.
- Wesselényi Népfőiskola (1982-)[14][15]

## Híres emberek
- Tombácz János mesemondó, a népművészet mestere (Szeged-Őszeszék, 1901. – Zsombó, 1974.)

## Testvértelepülések
- Orotva, Románia
- Ipolynyék, Szlovákia